# Pol Valera
Pol Valera Rovira (La Garriga, 19 de agosto de 1998) es un jugador de balonmano español que juega de central o lateral izquierdo en el FC Barcelona de la Liga Asobal. Es internacional con la selección de balonmano de España.
Su primer gran campeonato con la selección fue el Campeonato Mundial de Balonmano Masculino de 2023, en el que entró reemplazando al lesionado Ian Tarrafeta. Con la selección española logró, además, la medalla de bronce en este campeonato.

## Clubes
| Club          | País   | Año         |
| ------------- | ------ | ----------- |
| BM Granollers | España | 2016 - 2023 |
| FC Barcelona  | España | 2023 - Act. |

## Palmarés

### Selección nacional
| Campeonato Mundial   | Campeonato Mundial | Campeonato Mundial | Campeonato Mundial |
| Año                  | Lugar              | Medalla            |                    |
| -------------------- | ------------------ | ------------------ | ------------------ |
| 2023                 | Polonia y Suecia   | Medalla de bronce  |                    |
| Juegos Mediterráneos |                    |                    |                    |
| Año                  | Lugar              | Medalla            |                    |
| 2022                 | Orán               | Medalla de oro     |                    |

### Barcelona
- Liga Asobal (2): 2023, 2024
- Copa Asobal (2): 2023, 2024
- Copa del Rey de Balonmano (2): 2023, 2024
- Liga de Campeones de la EHF (1): 2024
- Supercopa Ibérica de balonmano (2): 2023, 2024